# Ole Magnussen
Ole Magnussen (* 15. Oktober 1937 in Akulliit; † 6. Dezember 2015) war ein grönländischer Gewerkschafter.

## Leben
Ole Magnussen war der Sohn des Jägers Gideon Joel Pele Villiam Magnussen (1904–1963) und seiner Frau Birthe Pernille Magdaline Sofie Samuelsen (1909–?). Seine Mutter war eine Nichte des Landesrats Johan Samuelsen (1872–?). Am 13. August 1978 heiratete Debora Rasmussen (1946–1994).
Ole Magnussen begann 1951 im Alter von rund 13 Jahren mit der Fischerei. Als sein Heimatdorf Akulliit 1962 aufgegeben wurde, zog er nach Qasigiannguit. Dort verdingte er sich weiter als Fischer und ging dieser Tätigkeit bis 1979 nach. Anschließend wurde er als Motorist des Kraftwerks in Qasigiannguit angestellt. 1983 wurde er Vorsitzender der Lokalgewerkschaft (SIP) in Qasigiannguit. 1986 wurde er in den Vorstand der Landesgewerkschaft SIK gewählt. Als Gewerkschaftsvertreter gehörte er verschiedenen Räten und Ausschüssen an. 1989 wurde er Gewerkschaftsvorsitzender. Bereits im Folgejahr gab er das Amt an Kristian „Pablo“ Poulsen ab. Anschließend war er von 1991 bis 1993 wieder SIP-Vorsitzender und zuletzt von 1993 bis 2001 Vizevorsitzender von SIK. Anschließend wurde er pensioniert, setzte sich aber in den folgenden Jahren für die Rechte von Senioren ein. Am 5. September 2003 erhielt er den Nersornaat in Silber. Ole Magnussen starb 2015 im Alter von 78 Jahren.